# Liyuan-Talsperre
Die Liyuan-Talsperre ist ein in Bau befindlicher CFR-Staudamm am Fluss Jinsha Jiang (chin. Bezeichnung für den Oberlauf des Jangtsekiang), an der Grenze der Kreise Yulong und Shangri-La in der Provinz Yunnan der Volksrepublik China. Die Talsperre verfügt über ein Wasserkraftwerk mit einer Gesamtnennleistung von 2400 MW, die sich aus je vier Turbinen und Generatoren mit je 600 MW zusammensetzen. Die Bauarbeiten begannen im Jahr 2008. Die Inbetriebnahme des Kraftwerks war für 2012 geplant.
Der 155 m hohe Damm wird einen Stausee mit 727 Mio. m³ Stauinhalt aufstauen, von denen 209 Mio. m³ Nutzraum sein werden. Das normale Stauziel liegt bei 1618 m über dem Meer, das Absenkziel bei 1602 m. Das Einzugsgebiet ist 220.000 km² groß und die Wasseroberfläche 14,73 km².
Die Baukosten betragen 16,2 Milliarden Renminbi, umgerechnet 2,4 Milliarden US-Dollar.